# Если завтра война…
«Е́сли за́втра война́…» — советский пропагандистский хроникально-постановочный фильм о готовности СССР к возможному нападению потенциального агрессора, о решимости Красной армии дать отпор любому врагу. Фильм был подготовлен коллективом кинорежиссёров под руководством Ефима Дзигана. В картине использовался материал, снятый во время учебных манёвров Красной армии; в титрах указано: «батальный фильм на хроникальном материале».
Фильм вышел на экраны 23 февраля 1938 года.

## Сюжет
В ходе вымышленной войны Красная армия молниеносно, легко и отважно громит и побеждает в бою воображаемого противника.

Фашисты объявляют войну. На защиту социалистического отечества поднимается весь советский народ от мала до велика. Идёт запись добровольцев на предприятиях. Под боевые знамёна становятся миллионы патриотов. Из далёкого Узбекистана, из солнечной Грузии, с Кубани и Дона, с Терека и Урала, с полей Украины и заводов Донбасса направляются к границе эшелоны героических защитников Родины. На передовые позиции прибывает маршал Советского Союза товарищ Ворошилов. Он произносит речь, проникающую в сердце каждого бойца. Получен приказ: прорвать фронт противника и разгромить врага на его собственной территории. Начинается генеральное сражение. Танки преодолевают заграждения фашистов, давят их орудия. Советские воздушные силы проникают в тыл противника, сбрасывают парашютный десант. Силы десанта преграждают путь вражеским резервам. С возгласами «За советскую Родину!», с мощным «ура!» наши бойцы бросаются а атаку.
— Советские художественные фильмы. Аннотированный каталог. — Том II. — 1961

## Съёмочная группа
- Авторы сценарного плана — Ефим Дзиган, Михаил Светлов и Георгий Березко
- Режиссёры:
  - Ефим Дзиган
  - Георгий Березко
  - Лазарь Анци-Половский
  - Николай Кармазинский
- Оператор — Евгений Ефимов
- Художник — Михаил Тиунов
- Композиторы — Дмитрий Покрасс и Даниил Покрасс
- Автор текстов песен — Василий Лебедев-Кумач
- Звукооператор — Вячеслав Лещев
- Звукооформление — Е. Кашкевич
- Монтажёр — В. Абдиркина
- Директор группы — Е. Сергеев

## В ролях
- Инна Фёдорова — жена командира
- Всеволод Санаев — десантник (в титрах не указан)
- Серафим Козьминский — командир авиабригады

## Награды
- Сталинская премия II степени (1941)[1]

## Критика
Киновед Дмитрий Салынский писал, что начиная с 22 июня 1941 года эта лента надолго стала «символом „шапкозакидательства“». «Однако если отвлечься от расхождений её содержания с реальностью, — продолжал он, — мы увидим вполне интересный кинематограф».
Киновед Александр Фёдоров не увидел в фильме художественных достоинств: «В художественном смысле „Если завтра война“ не представляет никакой ценности, но с исторической и идеологической точки зрения, разумеется, любопытна».